# گئورگی چیچرین
گئورگی واسیلیه‌ویچ چیچِرین (روسی: Гео́ргий Васи́льевич Чиче́рин؛ ‏۱۲ نوامبر ۱۸۷۲ – ۷ ژوئیه ۱۹۳۶) مارکسیست انقلابی، سیاستمدار و دیپلمات اهل کشور اتحاد جماهیر سوسیالیستی شوروی بود. وی از سال ۱۹۱۸ تا ۱۹۳۰ به عنوان کمیسر خلق امور خارجه شوروی خدمت کرد.
چیچرین همجنسگرا بود. او به زبان‌های اصلی اروپایی و تعدادی از زبان‌های آسیایی نیز مسلط بود

## نگارخانه

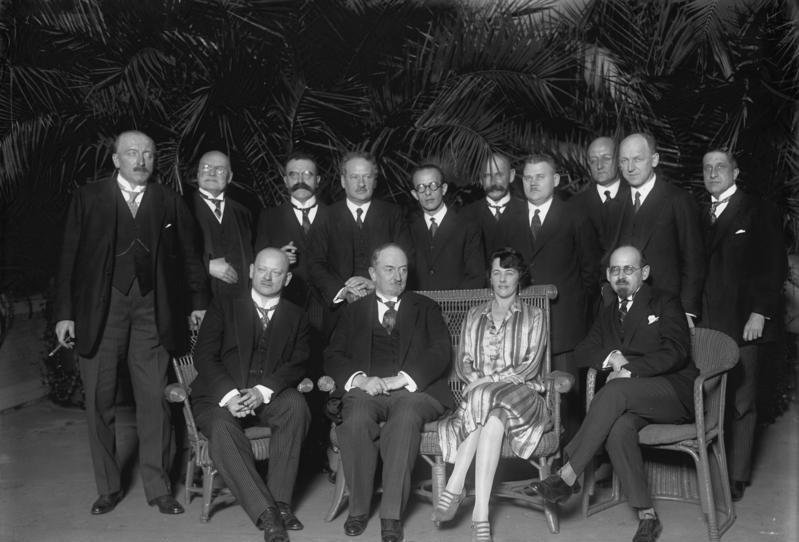
چیچرین، در وسط، بین وزیر امورخارجه آلمان، گوستاف اشترزمان و همسرش، در برلین، ۱۹۲۸, در a break from the negotiations آلمان-لیتوانی-شوری
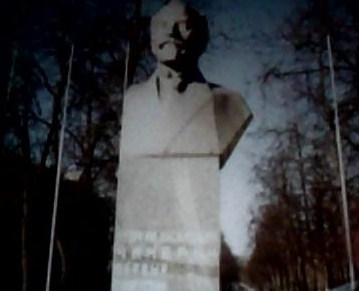
Chicherin monument در کالوگا در خیابانی به نام خویش